# Techendorf
Techendorf (slovensko: Džinjaves) je vas v Občini Belo jezero v Okraju Špital ob Dravi  na Koroškem v Avstriji.